# La Venexiana (commedia)
La Venexiana (o La Veniexiana) è una commedia in cinque atti per il teatro, scritta da un italiano anonimo del XVI secolo.
Si tratta di uno dei testi più carichi di erotismo di tutta la letteratura nella tradizione veneta e italiana del Cinquecento.
La commistione linguistica che la caratterizza (al dialetto veneziano sono frammiste parti in italiano e in dialetto bergamasco) ne fanno "un interessante documento del plurilinguismo cinquecentesco in area veneta".
Nel 1986 ne è stato tratto l'omonimo film, La venexiana, diretto dal regista cinematografico Mauro Bolognini.

## Storia e personaggi
Il titolo La Venexiana si riferisce alla storia ambientata a Venezia che vede protagoniste due donne, Anzola (Angela) e Valiera (Valeria), frustrate per il vuoto sentimentale della loro esistenza dettato dalla loro condizione rispettivamente di vedova e di donna sposata ad un uomo incombente eppure inesistente.
La brama delle due patrizie è rivolta alla conquista di un giovane forestiero, Iulius, di provenienza lombarda, appena giunto in città.
La commedia - in una lingua composita, dove trova spazio la lingua veneziana, il bergamasco, il milanese e l'italiano - si apre con un prologo il cui contenuto lascia trapelare un intento vagamente misogino, espresso dal protagonista Iulius, con descrizione delle femminili - e sessualmente indirizzate - smanie d'amore, fulcro della vicenda.

## Contesto
Pinxero ingenuamente gli antichi Cupido, figliuol de Venere, un fanciul cieco, nudo, alato et pharetrato; animadvertendo la qualità ne l'incentivo amoroso - privo de ragion, girovago, spoliato de prudenzia - penetrar le interiore de ciascun umano, e talmente offuscarli lo intelletto che, fatto de novo fanciullo, retorni a la pristina imbecillità: qual, de facto, veramente è portato de' sensi, che, sopra modo di l'obiecto invaghiti, representano quello, alterato e dal proprio essere alieno, or excellente or deterrimo. De qui nasce che, suffocata la iudicativa, la voluttà sforza ogni spirito a compiacer a suo corpo. Qual cosa, benché universalmente travenghi, maggior effetto però produce nel femineo sexo, quanto lo senso grande suppedita la parvità del suo intellecto. Oggi lo cognoscerete chiaro, o spectatori, quando lo amor smisurato de una nobile conterranea vostra odirete posto in un forrestieri gioveneto, e la audacia et callidità sua cognoscerete in aver quello; doppo lo gioco e gaudio che de lui se piglia; parimenti lo amor de una altra, pur in quel medemo già posto, per sospecto de questa exacerbato. [...] (dal prologo)
La scoperta del testo originale di anonimo - rinvenuto nella Biblioteca Nazionale Marciana di Venezia, dove tuttora è conservato - si deve al filologo Emilio Lovarini che per primo lo trascrisse, pubblicandolo nel 1928 a Bologna per Zanichelli.
Il manoscritto pare essersi ispirato a fatti di cronaca, o comunque pettegolezzi di carattere mondano, che interessarono fra il 1535 e il 1537 esponenti del patriziato veneziano. Nulla si sa dell'autore, eccetto che doveva trattarsi quasi sicuramente di personalità colta appartenente ad un circolo di letterati.
Secondo le ricerche effettuate dal filologo e critico letterario Giorgio Padoan, protagoniste della commedia dovrebbero essere tali Anzola Valier, vedova dell'uomo politico Marco Barbarigo, e Valiera Valier, sposa di Giacomo Semitecolo, alto magistrato dello Stato che in quegli anni ricopriva la carica di Avogador di Comun.
La vicenda è pretesto quindi per tracciare uno spaccato dell'aristocrazia veneziana nell'ottica, prima d'allora inedita, che vuole il gioco amoroso diretto dalla donna anziché dal maschio, quindi:

## Adattamenti
Nel 1986 la commedia è stata trasposta nel film La venexiana, con la regia di Mauro Bolognini.

## Edizioni
- La Venexiana. Commedia in cinque atti, Riduzione italiana e presentazione di Emilio Lovarini, Torino, SET, 1944. - Firenze, Le Monnier, 1947.
- Ignoto veneto del Cinquecento, La Venexiana, testo e traduzione a cura di Ludovico Zorzi, Collezione di teatro n.63, Einaudi, 1965.
- Anonimo del XVI secolo, La Venexiana, testo e traduzione a cura di Giorgio Padoan, Venezia, Marsilio, 1994.